# Andrenosoma leucogenys
Andrenosoma leucogenys là một loài ruồi trong họ Asilidae. Andrenosoma leucogenys được Séguy miêu tả năm 1952.